# Орловская улица (Санкт-Петербург)
Орло́вская у́лица — улица в Центральном районе Санкт-Петербурга. Проходит от Таврического переулка в сторону Смольной набережной.
Улица ограничивает с востока территорию Главной водопроводной станции, забор которой занимает всю её западную (чётную) сторону. На улицу выходит один из административных корпусов, в котором расположено Территориальное управление водоснабжения «Центральное» ГУП «Водоканал Санкт-Петербурга», а на самой территории, примыкающей к улице, находится фильтроотстойное отделение, построенное в 1927—1931 годах по проекту инженера-техника Константина Павловича Коврова.
Всю восточную (нечётную) сторону улицы занимает задний фасад здания первой очереди жилого комплекса «Смольный парк», построенного в 2012—2016 годах (главный — парадный — фасад здания выходит на безымянный проезд, ставший продолжением Лафонской улицы).
Северная сторона улицы упирается в стихийную парковку, за которой находится безымянная зелёная зона, выходящая на Смольную набережную, и в 2015—2017 годах носившая название «Сад на Неве». В 1990-х годах на этой территории находилась верфь «Петровское Адмиралтейство», на которой группа энтузиастов во главе с Владимиром Мартусем с 1994 по 1999 годы строила парусный фрегат «Штандарт» (реконструкцию одноимённого исторического фрегата времён Петра I).

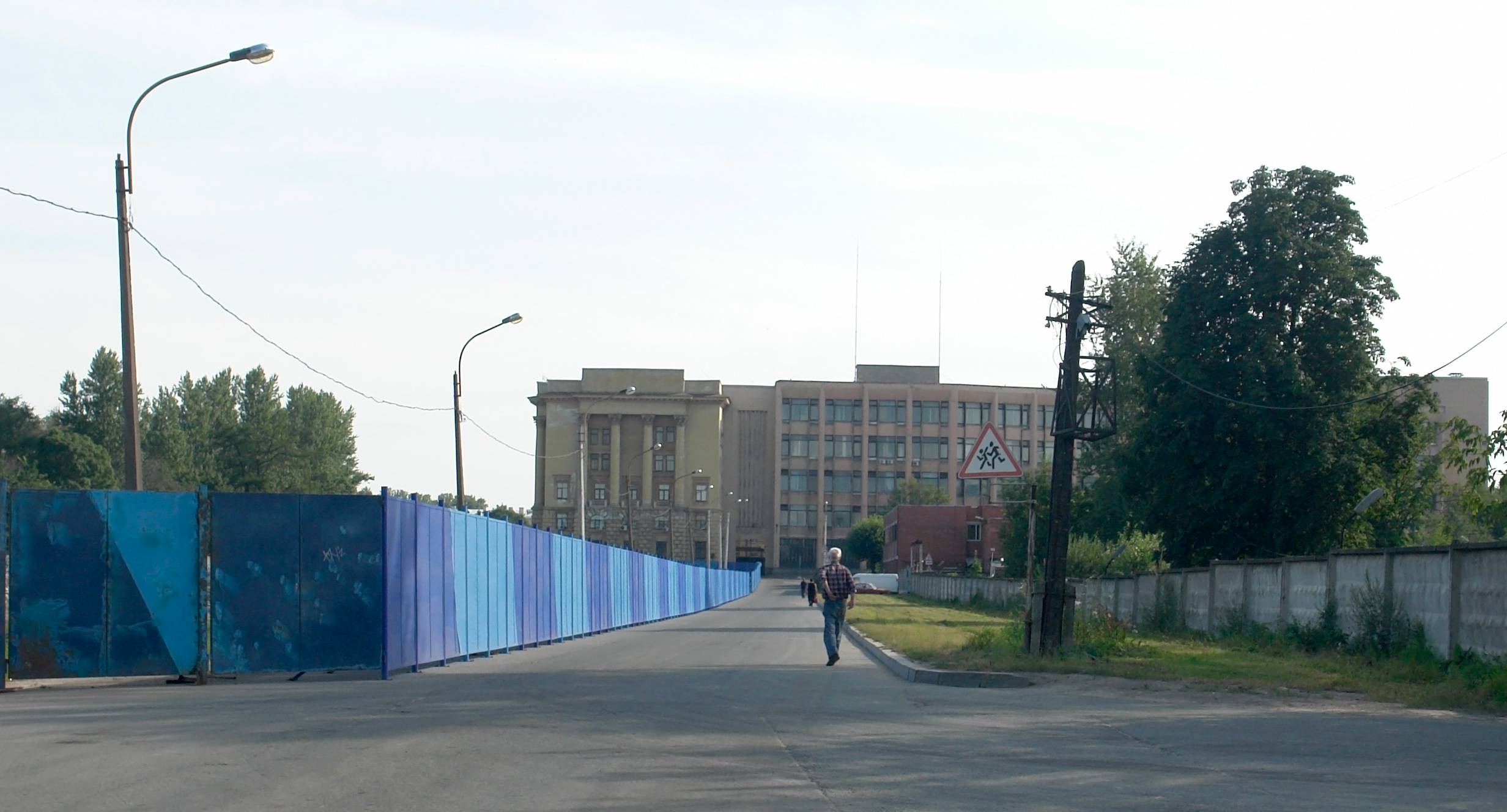
Вид улицы в 2007 году (с севера на юг)
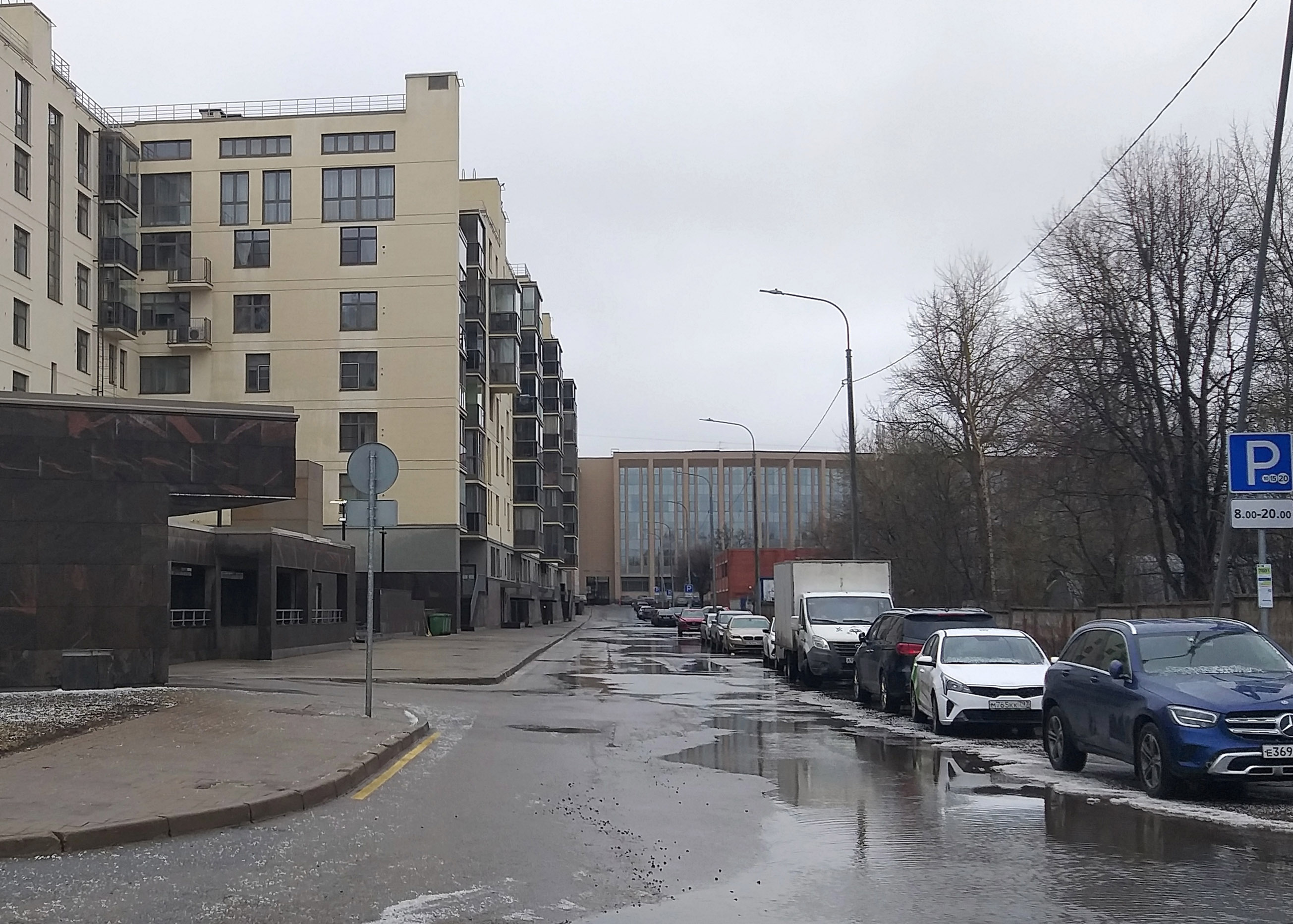
Вид улицы в 2024 году (с севера на юг)
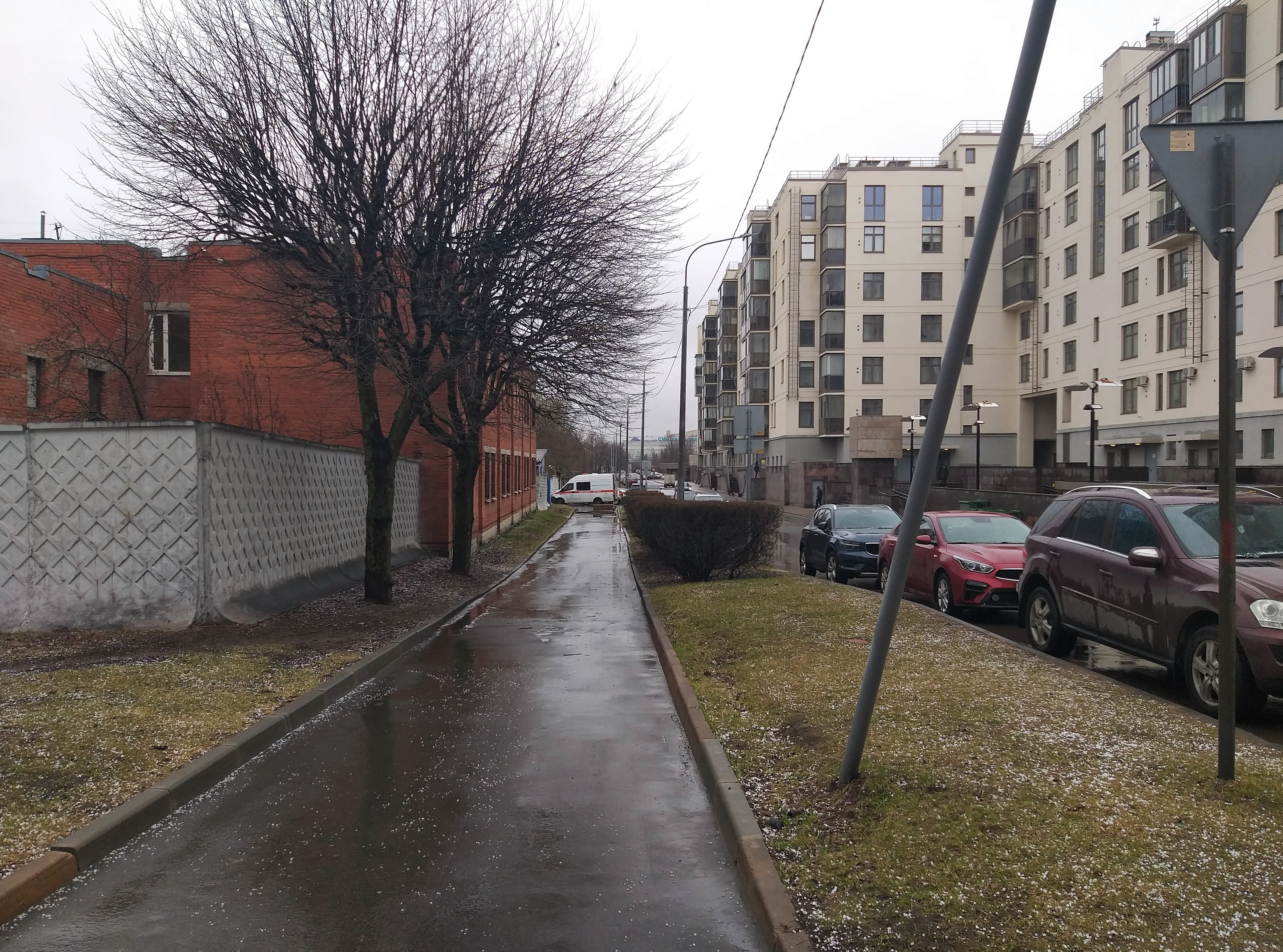
Вид улицы в 2024 году (с юга на север)
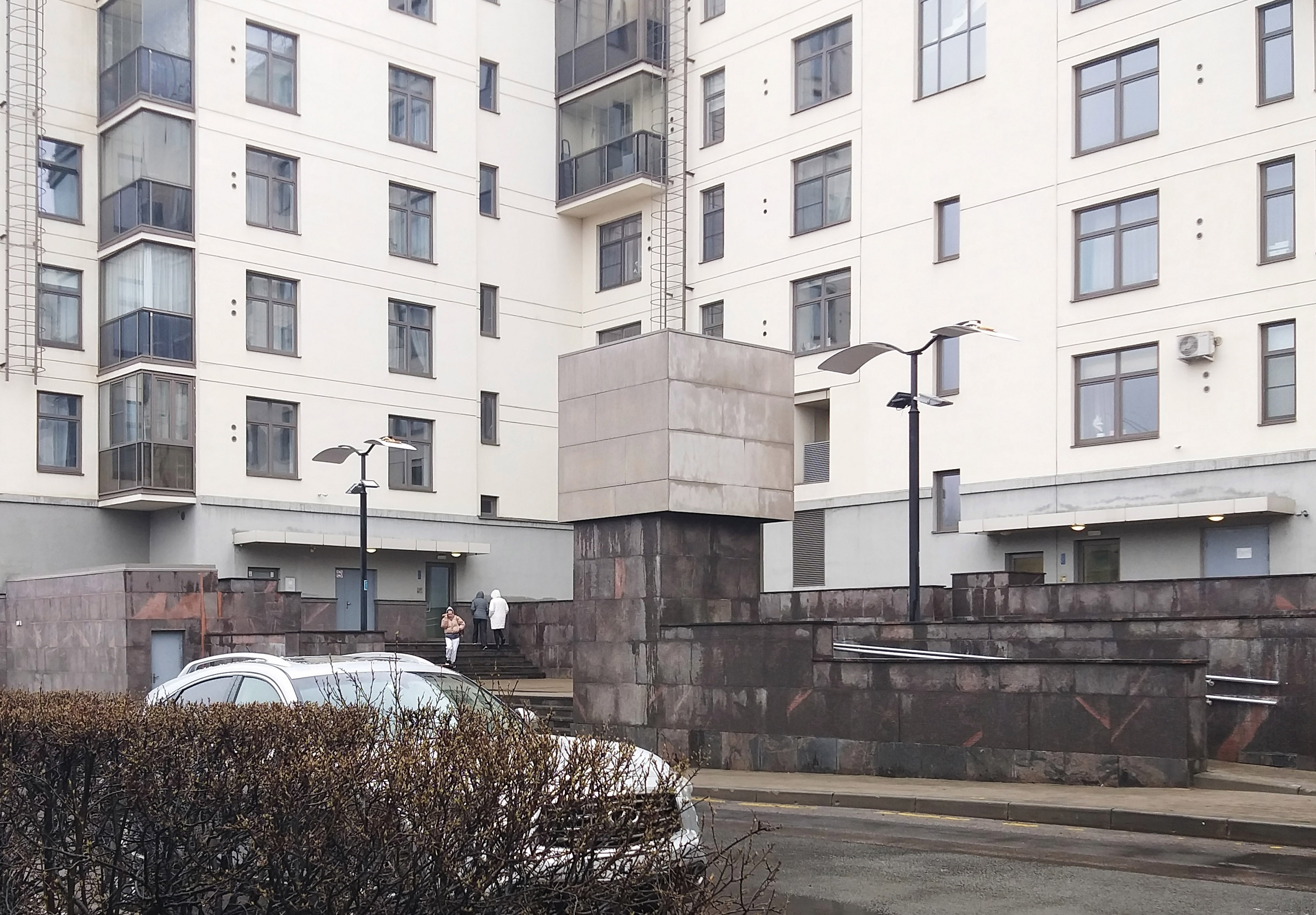
Задний фасад ЖК «Смольный парк». Деталь.
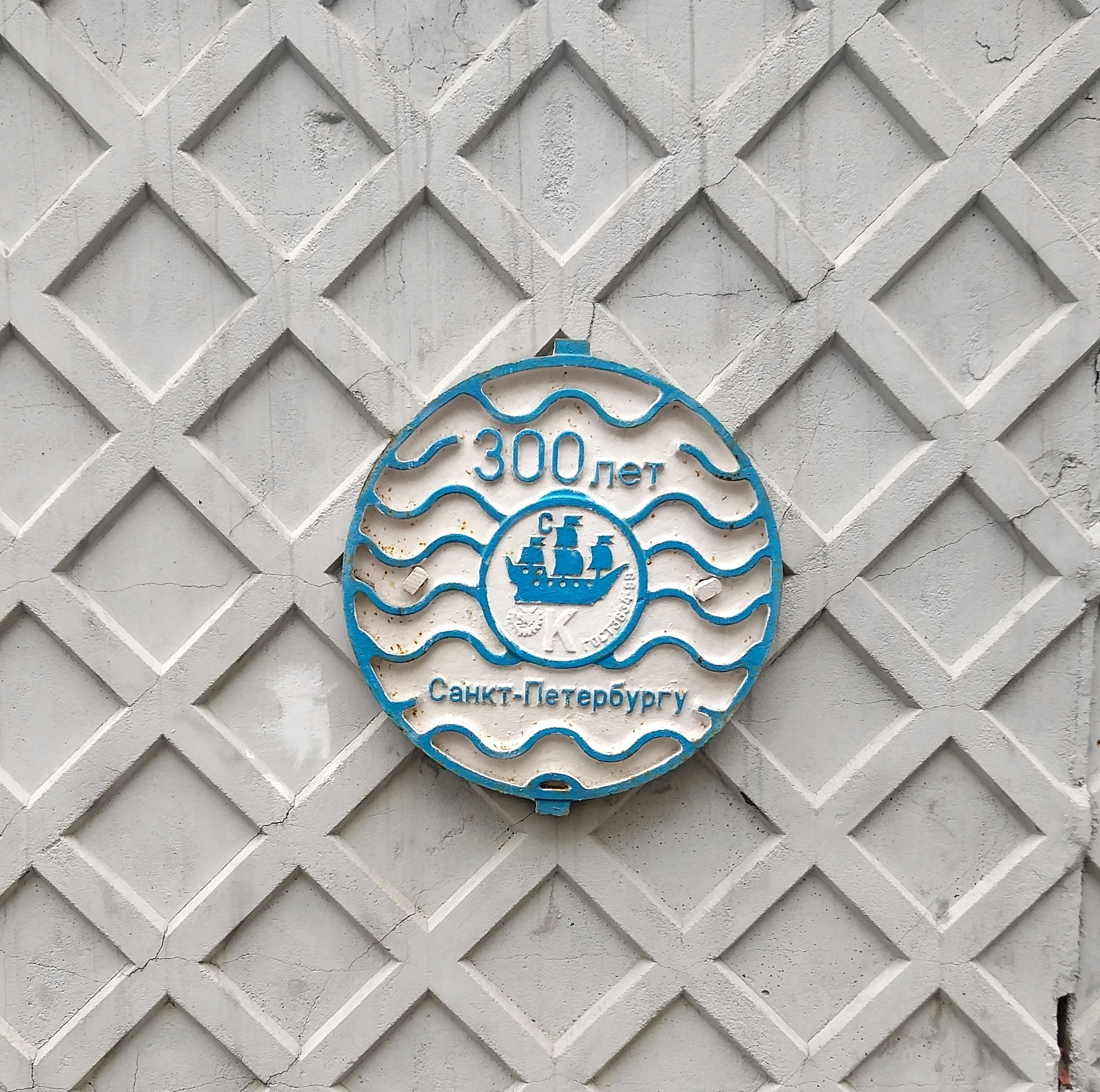
Памятный знак в виде крышки люка на заборе (Орловская, 2)
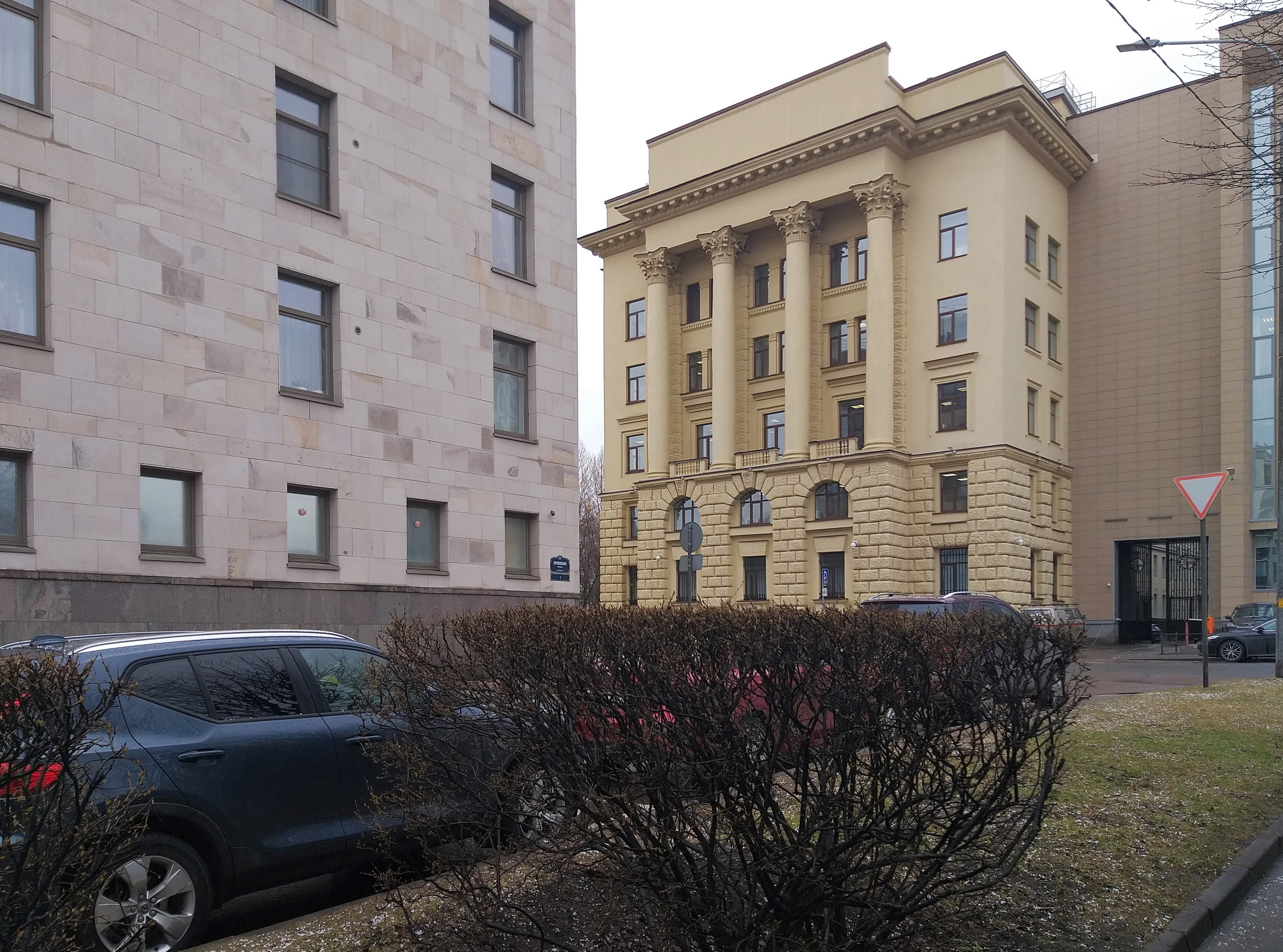
Выход с Орловской ул. на Таврический пер.

## История
- Первоначально — Орловский переулок, от площади Растрелли до Невы. Название дано по фамилии землевладельца графа А. Г. Орлова. Название известно с 1822 года.
- Современное наименование известно с 1828 года
- На плане 1849 года обозначена как проезд на биржу. Название связано с местонахождением западнее проезда Громовской лесной биржи.
- С 1860 года по 30 июля 1864 года включала современную улицу Пролетарской Диктатуры.
- В 1970-х годах был закрыт выходивший к реке Неве участок улицы, и за счет его ликвидации был разбит безымянный сад площадью более 3 гектаров (некоторые карты его подписывали как «сад у Невы»)[5].